# Kraljestvo Tambapanni
Kraljestvo Tambapanni, imenovan tudi kraljestvo Thambapanni, je bilo prvo kraljestvo v antični Šrilanki in kraljestvo Rajarata. Upravni center je bil v Tambapanniju. Obstajalo je med letoma 543 in 505 pr. n. št. Kraljestvo Tambapanni je imelo samo enega kralja, princ Vidžaja, ki je bil izgnan iz Indije v Šrilanko.

## Ime
Tambapanni je ime, ki izhaja iz Tāmraparṇī ali Tāmravarṇī (v sanskrtu) . Pomeni barvo bakra ali brona, ker ko so se Vidžaja in njegovi privrženci izkrcali na Šrilanki in so se njihove roke in noge dotaknile tal, so postale rdeče od praha rdeče zemlje. Mesto, ustanovljeno na tem mestu, je bilo torej ime Tambapanni . Izvedenka tega imena je Taprobane (grščina). Tambapanni je pali različica imena Tamira Varni.

## Zgodovina

### Ozadje
Pred prihodom Vijaye na Šrilanko sta se tako grška kot indijska književnost tega obdobja sklicevali na otok in ga razumeli kot mitično zemljo, ki so jo zasedali Yakše ali nečloveška bitja. Zgodba jatake, ki imenuje otok Tambapanni in omenja otok Nagadipa (majhen, vendar opazen otok ob obali na polotoku Džafna) in Kalyani navaja, da so otok naselili Yakše ali demoni. 

### Ustanovitev in lokacija
Kraljestvo Tambapanni je ustanovil Vidžaja, prvi sinhalski kralj in 700 njegovih privržencev po pristanku na Šrilanki na območju blizu današnjega Mannarja, za katerega se domneva, da je bilo okrožje Chilaw , potem ko je zapustil Suppārako . Zapisano je, da je Vidžaja pristal na dan Budine smrti . Vidžaja je določil Tambapanni kot glavno mesto, kmalu pa je bil ta otok znan po tem imenu. Tambapanni so prvotno naseljevali in upravljali Yakše in njihova kraljica Kuveni s svojo prestolnico v Sirīsavatthu . Glede na Komentarje Samyutta, je bil Tambapanni dolg sto lig.

### Yakše
Legenda pravi, da ko je Vidžaja pristal na obali otoka, je poljubil pesek, ga imenoval 'Thambapanni' in zasadil zastavo, ki je prikazovala leva na tleh. (Znamenite ruševine Sanchi v Indiji prikazujejo dogodke princa Vijaye. ) Po pristanku v Tambapanniju je Vidžaja spoznal Kuveni, kraljico Yakšov, ki je bila prikrita kot lepa ženska, vendar je bila v resnici 'jakini' (hudič) imenovan Sesapathi. 